# Пепер Пајк (Охајо)
Пепер Пајк (енгл. Pepper Pike) град је у америчкој савезној држави Охајо.

## Демографија
По попису из 2010. године број становника је 5.979, што је 61 (-1,0%) становника мање него 2000. године.
| Група             | 2000.         | 2010.         |
| Белци             | 5.381 (89,1%) | 5.087 (85,1%) |
| Афроамериканци    | 294 (4,9%)    | 386 (6,5%)    |
| Азијати           | 251 (4,2%)    | 326 (5,5%)    |
| Хиспаноамериканци | 70 (1,2%)     | 86 (1,4%)     |
| Укупно            | 6.040         | 5.979         |